# Osztró
Osztró (szlovákul Ostrov) község Szlovákiában, a Nagyszombati kerületben, a Pöstyéni járásban.

## Fekvése
Pöstyéntől 6 km-re északnyugatra fekszik.

## Nevének eredete
A név a szlovák ostrov (magyarul sziget) szóból ered.

## Története
1113-ban a zobori apátság birtokainak határleírásában említik először.
Vályi András szerint "OSZTRO. Tót falu Nyitra Várm. földes Ura a’ Nyitrai Püspök, lakosai katolikusok, fekszik Dudvág vize mellett, V. Újhelyhez másfél mértföldnyire, határja középszerű, mint vagyonnyai." 
Fényes Elek szerint "Osztró, tót falu, Nyitra vmegyében, Verbó mellett, 850 kath., 5 zsidó lak. Határa ollyan, mint a Krakováné. F. u. a nyitrai püspök. Ut. post. Galgócz."
A trianoni békeszerződésig Nyitra vármegye Vágújhelyi járásához tartozott.

## Népessége
| Év:            | 1994. | 2004.   | 2014.   | 2024.   |
| -------------- | ----- | ------- | ------- | ------- |
| Emberek száma: | 1165  | 1154    | 1236    | 1210    |
| Eltérés:       |       | -0,94 % | +7,10 % | -2,10 % |

| Év:            | 2023. | 2024.   |
| -------------- | ----- | ------- |
| Emberek száma: | 1221  | 1210    |
| Eltérés:       |       | -0,90 % |

1910-ben 935, túlnyomórészt szlovák lakosa volt.
2001-ben 1134 lakosából 1127 szlovák volt.
2011-ben 1176 lakosából 1146 szlovák volt.

## Nevezetességei
- Szent Imre herceg tiszteletére szentelt római katolikus temploma 1804-ben épült.
- A Hétfájdalmú Szűzanya tiszteletére szentelt kápolnája 1810-ben épült.